# Ford Fusion (Europa)
Ford Fusion – samochód osobowy typu minivan klasy miejskiej produkowany pod amerykańską marką Ford w latach 2002–2012.

## Historia i opis modelu

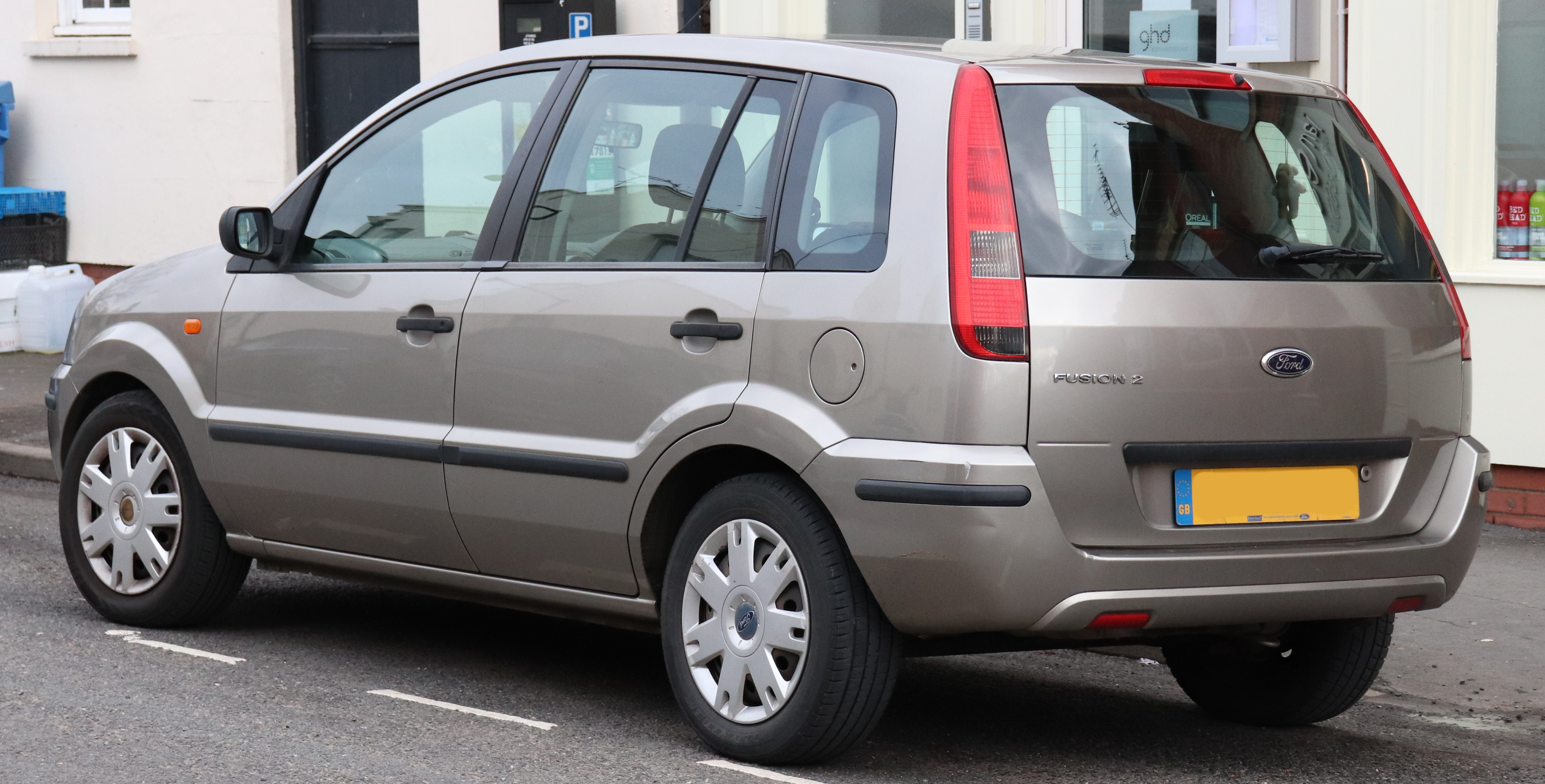
Ford Fusion - tył

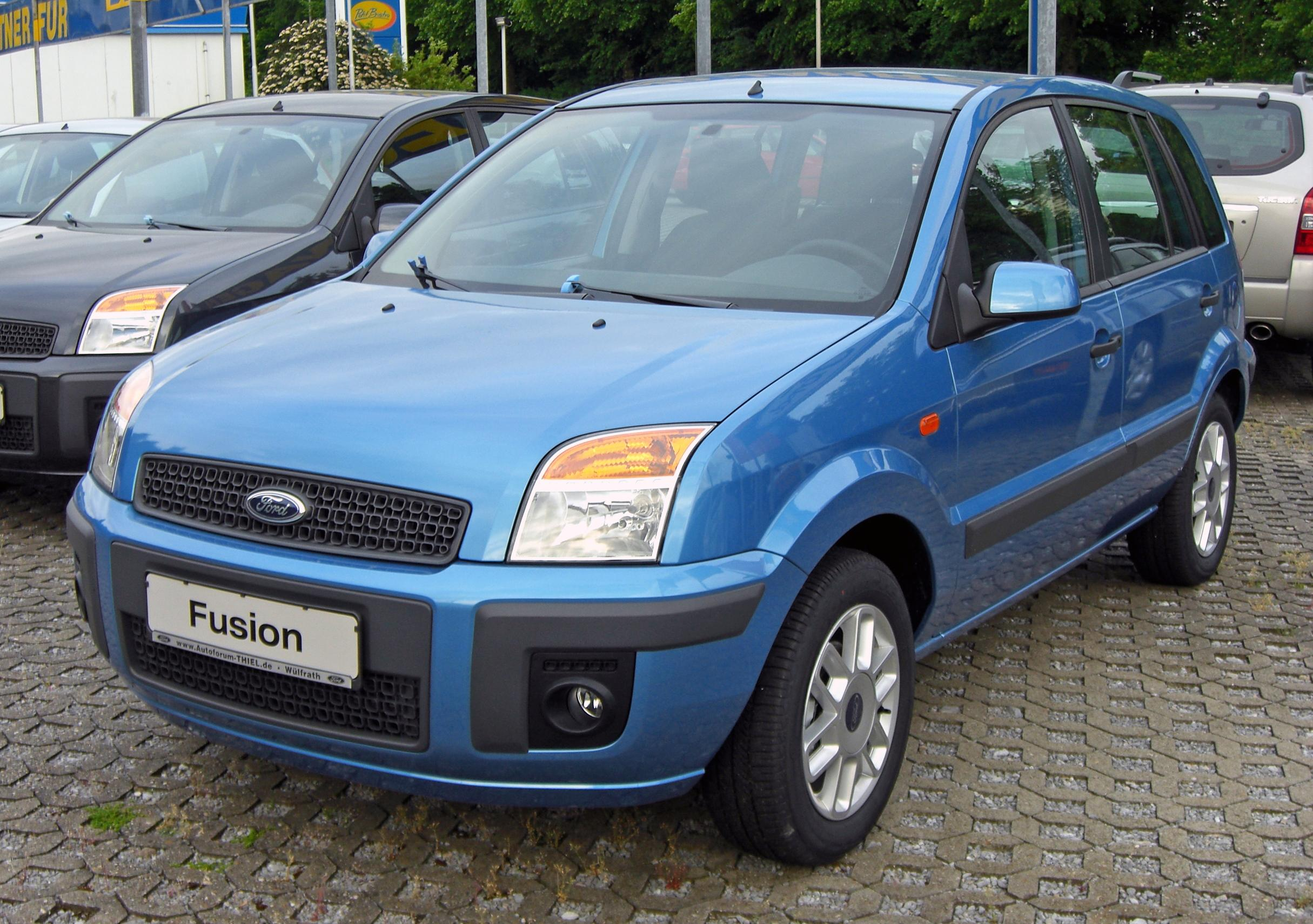
Ford Fusion po liftingu

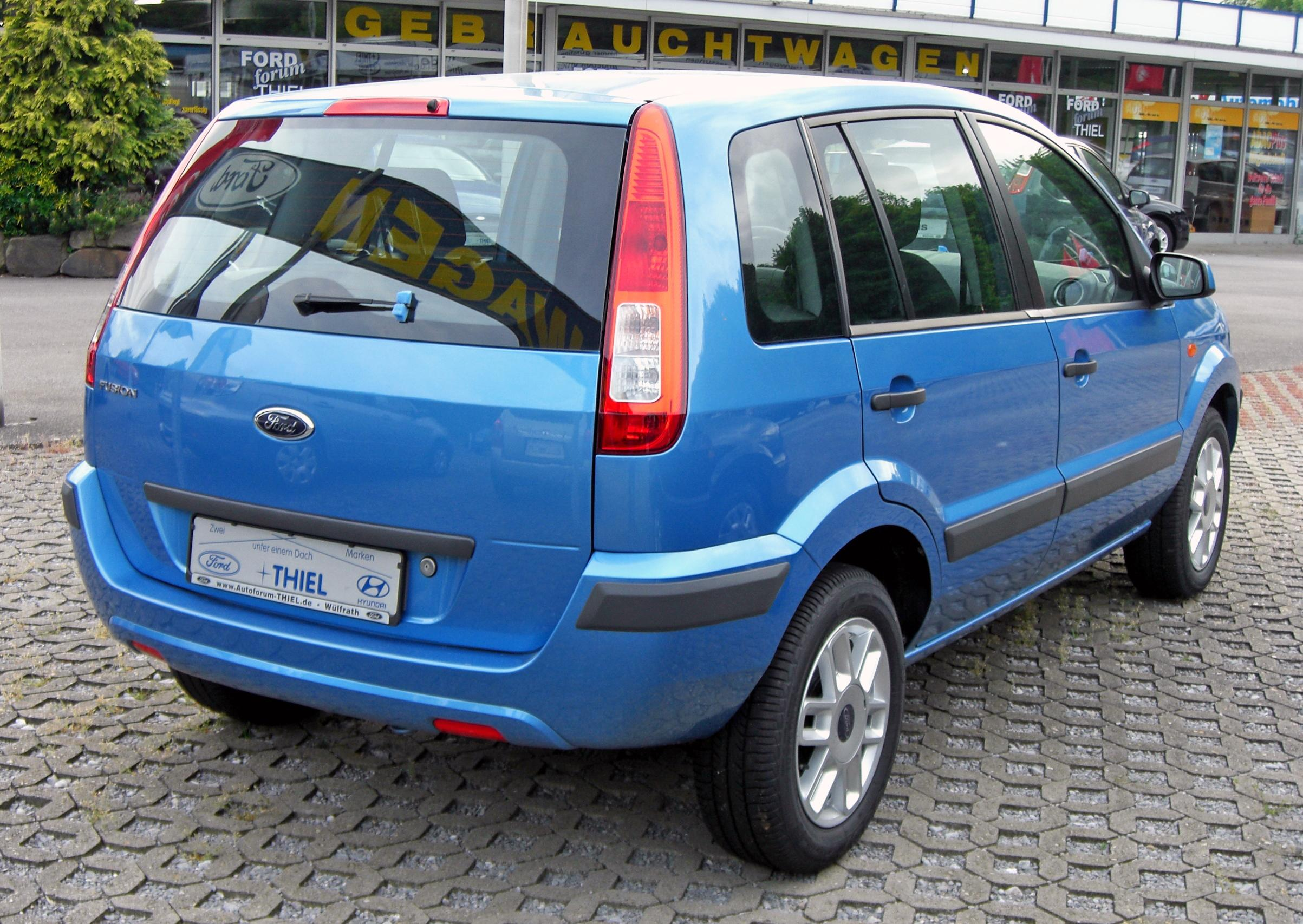
Ford Fusion - tył po liftingu

Auto zostało po raz pierwszy zaprezentowane w 2001 roku podczas targów motoryzacyjnych we Frankfurcie jako prototyp – Fusion Concept. Rok później podczas targów motoryzacyjnych w Genewie zaprezentowano seryjną wersję pojazdu, który łączy w sobie cechy kombi, crossovera oraz minivana. Oznaczony został przez Forda mianem UAV (Urban Acitivty Vehicle – pol. miejski samochód dla aktywnych). Zbudowany został na wspólnej płycie podłogowej z modelami Fiesta oraz Mazda 2, a stylistycznie skonstruowany został według nowego języka stylistycznego marki New Edge. 

### Lifting
W 2005 roku auto przeszło face lifitng. Zmodernizowana została m.in. atrapa chłodnicy, przedni oraz tylny zderzak, reflektory przednie otrzymały pomarańczowe kierunkowskazy, a także przeprojektowano deskę rozdzielczą pojazdu. Przy okazji liftingu wzbogacono listę wyposażenia o m.in. system Bluetooth, radio z MP3, czujnik deszczu oraz nawigację satelitarną, a także wprowadzono do oferty nowy silnik benzynowy o pojemności 1.25 l o mocy 75 KM.

### Wersje wyposażeniowe
- Na rynku polskim
  - Ambiente
  - Trend
  - Elegance
  - wersje promocyjne
    - FX
    - FX Silver
    - FX Gold
- Na rynku brytyjskim
  - Style+
  - Zetec
  - Titanium
- Na rynku niemieckim
  - Style
  - Calero
  - Fusion+
  - wersja limitowana Black Magic
- Na rynku hiszpańskim
  - Ambiente
  - Flex
- Na rynku francuskim
  - Trend
  - Senso+
  - Fusion+
- Na rynku norweskim
  - Collection
  - Fusion+

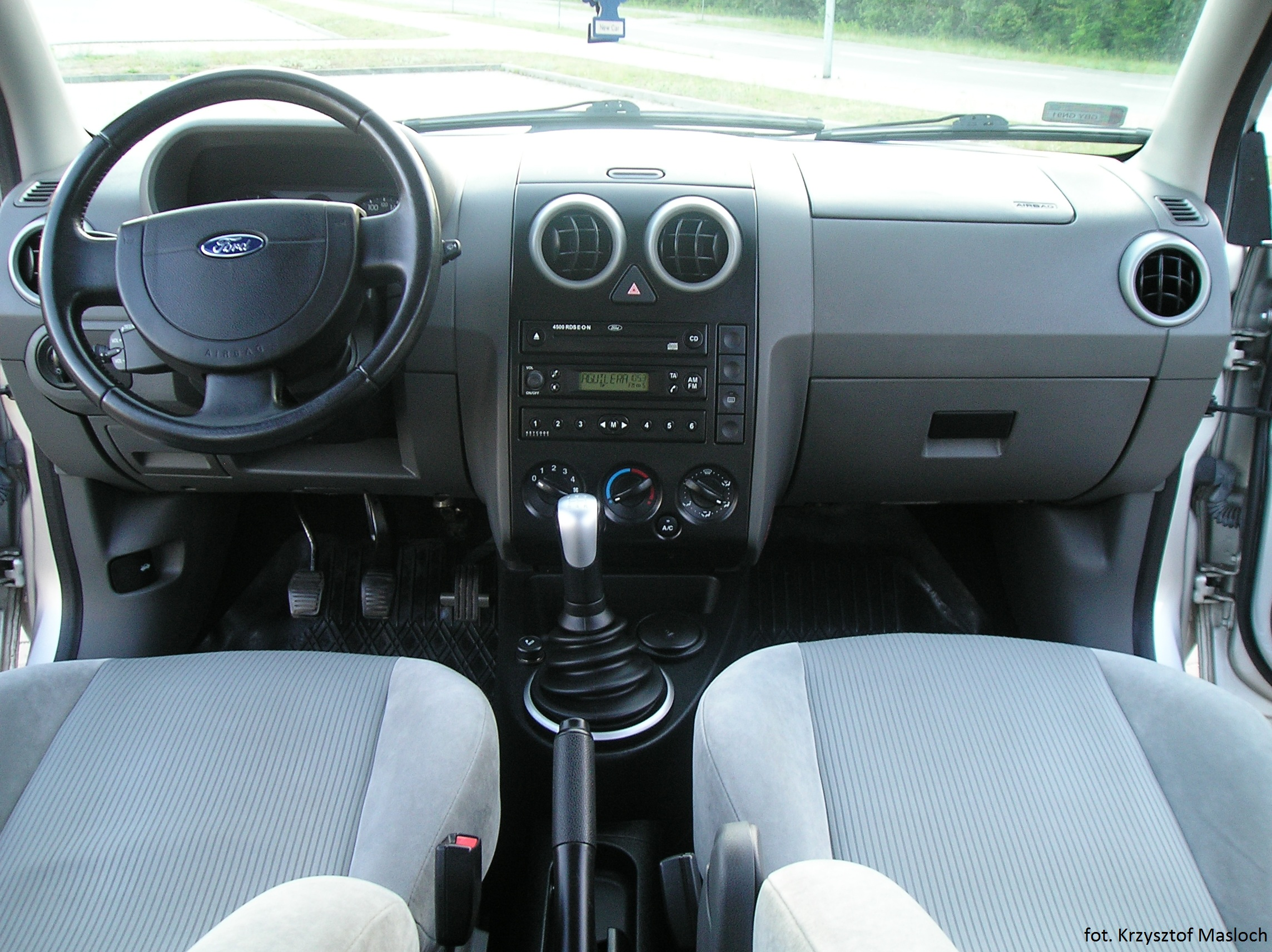
Deska rozdzielcza

Pojazd w zależności od wersji wyposażony może być standardowo m.in. w system ABS i elektryczne sterowanie szyb przednich. Opcjonalnie auto wyposażyć można m.in. w system nawigacji satelitarnej, podgrzewanie i elektryczne sterowanie lusterek, elektryczne sterowanie szyb tylnych, czujnik deszczu, klimatyzację oraz wejście AUX oraz ESP.

### Silniki
| Silnik                | Pojemność skokowa [cm³] | Typ silnika        | Moc maksymalna [KM] przy obr./min | Maks. moment obrotowy [Nm] przy obr./min | Przyspieszenie 0-100 km/h [s] | Prędkość maks. [km/h] |                    |                    |                    |
| Silniki benzynowe:    | Silniki benzynowe:      | Silniki benzynowe: | Silniki benzynowe:                | Silniki benzynowe:                       | Silniki benzynowe:            | Silniki benzynowe:    | Silniki benzynowe: | Silniki benzynowe: | Silniki benzynowe: |
| --------------------- | ----------------------- | ------------------ | --------------------------------- | ---------------------------------------- | ----------------------------- | --------------------- | ------------------ | ------------------ | ------------------ |
| 1.25i 16V             | 1242                    | R4                 | 75 (55)/6000                      | 110/4000                                 | 15,5                          | 159                   |                    |                    |                    |
| 1.4i 16V              | 1388                    | R4                 | 80 (58)/5700                      | 124/3500                                 | 13,7                          | 163                   |                    |                    |                    |
| 1.6i 16V              | 1596                    | R4                 | 100 (74)/6000                     | 146/4000                                 | 10,9                          | 178                   |                    |                    |                    |
| Silniki wysokoprężne: |                         |                    |                                   |                                          |                               |                       |                    |                    |                    |
| 1.4 TDCi              | 1399                    | R4                 | 68 (50)/4000                      | 160/2000                                 | 15,5                          | 158                   |                    |                    |                    |
| 1.6 TDCi              | 1560                    | R4                 | 90 (66)/4000                      | 204/1750                                 | 12,9                          | 176                   |                    |                    |                    |